# أندي رييس
أندي رييس (بالإسبانية: Andy Reyes) هو لاعب كرة قدم كوستاريكي في مركز مهاجم ‏، ولد في 6 أبريل 1999 في سان رامون في كوستاريكا. لعب مع نادي باتشوكا.

## وصلات خارجية
- أندي رييس على موقع قاعدة بيانات كرة القدم.إي يو (الإنجليزية)
- أندي رييس على موقع Soccerway.com (الإنجليزية)
- أندي رييس على موقع عالم كرة القدم.نت (الإنجليزية)